# Bettina Gundermann
Bettina Gundermann (* 29. April 1969 in Dortmund) ist eine deutsche Schriftstellerin.

## Leben
Bettina Gundermann absolvierte von 1986 bis 1989 eine Fachschule für Gymnastik, an der sie den Abschluss als Gymnastiklehrerin machte. Nach einer Weiterbildung im Bereich Tanz wirkte sie als freiberufliche Tanzdozentin. Nachdem sie 1997 über den Zweiten Bildungsweg ihre Reifeprüfung bestanden hatte, arbeitete sie als freie Journalistin für diverse Zeitungen und Zeitschriften. Seit 2001 veröffentlicht sie  literarische Arbeiten. Die Autorin lebt heute in Dortmund.
Bettina Gundermann erhielt 2001 ein Stipendium der Kester-Haeusler-Stiftung, 2002 den Förderpreis für Junge Künstler der Stadt Dortmund, sowie 2003 ein Stipendium des Klagenfurter Literaturkurses im Rahmen der Klagenfurter "Tage der Deutschsprachigen Literatur". Mit dem Drehbuch "Sie glauben an Engel, Herr Drowak?" (AT) wurde sie 2019 für den Thomas Strittmatter Preis nominiert und 2020 für den Deutschen Drehbuchpreis.

## Bücher
- Lines, Frankfurter Verlagsanstalt, Frankfurt am Main 2001, ISBN 978-3-6270-0080-6
- Lysander, Schöffling, Frankfurt am Main 2005, ISBN 978-3-8956-1360-9
- Teufelsbrut, Nymphenburger, München 2005, ISBN 978-3-4850-1039-9
- Nicolettas geheime Welt, Kinderbuch, Ravensburger Buchverlag Otto Maier 2017 ISBN 978-3-473-47832-3
- Glück gehabt, Mistkäfer!, Bilderbuch, Peter Hammer Verlag, Wuppertal 2019, ISBN  978-3-7795-0607-2